# Peter Cushing
Peter Wilton Cushing [ˈkʊʃɪŋ], OBE (* 26. Mai 1913 in Kenley, London; † 11. August 1994 in Canterbury, Kent) war ein britischer Schauspieler. Besondere Popularität erlangte Cushing ab den späten 1950er Jahren als Darsteller zahlreicher Horrorfilme, in denen er als Wissenschaftler, Arzt oder Detektiv auftrat, so etwa als Sherlock Holmes in zwei Filmen und der gleichnamigen Serie, als Dr. van Helsing in Dracula oder als Baron Victor Frankenstein in der Frankenstein-Filmreihe.

## Leben
Der Sohn von Nellie Marie King und George Edward Cushing wuchs in Kenley und Dulwich nahe London auf. Nach einer kurzzeitigen Anstellung bei einem Landvermesser nahm er mit einem Stipendium ein Studium an der Guildhall School of Music and Drama auf. 1939 ging Cushing nach Hollywood und spielte in mehreren Filmen mit, darunter in In Oxford (A Chump at Oxford, 1940), mit Laurel und Hardy. Seine erste größere Rolle war die Darstellung des Osric im Film Hamlet neben Laurence Olivier. 1943 heiratete Cushing die Schauspielerin Helen Beck, die 1971 verstarb.
In den 1950er Jahren arbeitete Cushing auch für das Fernsehen und fand große Beachtung durch die Rolle des Winston Smith in der Fernsehverfilmung des George-Orwell-Romans 1984. Des Weiteren war er in den BBC-Fernsehverfilmungen Stolz und Vorurteil (1952, als Fitzwilliam Darcy) und Richard of Bordeaux (1955, als König Richard II.) zu sehen.
Weltweit bekannt wurde Peter Cushing durch seine Verkörperung des Professor van Helsing in Terence Fishers erstem Dracula-Film von 1958, in dem er als Vampirjäger Graf Dracula auf der Spur war. Vier weitere Filme mit Cushing als Van Helsing folgten. Der Erfolg der Dracula-Filme etablierte Cushing als einen der führenden Horrorfilm-Stars. Bis in die 1980er Jahre war er in Dutzenden von Filmen dieses Genres zu sehen. Der asketisch wirkende Cushing verkörperte in der Regel geistig überlegene Charaktere (Detektive, Wissenschaftler, Ärzte), die zielgerichtet und konzentriert handelten. Der Schauspieler drehte nach seinem Durchbruch nur wenige Filme, die nicht zum Horrorgenre zählten.
Bei der britischen Firma Hammer Films, bei der er ab 1957 unter Vertrag war, spielte Cushing aber auch den unglückseligen Dr. Frankenstein (in insgesamt sechs Filmen, beginnend mit Frankensteins Fluch von 1957) und den Meisterdetektiv Sherlock Holmes, den er in der ersten Farbfilm-Adaption eines Holmes-Romans verkörperte: Der Hund von Baskerville (1959). Neben Christopher Lee war er einer der Stammschauspieler des Studios. Nach dem Erfolg von Der Hund von Baskerville war er 1968 einer der Darsteller des Meisterdetektivs Sherlock Holmes in der gleichnamigen BBC-Fernsehserie. An seiner Seite spielte Nigel Stock Doktor Watson. 1984 war Cushing in dem Fernsehfilm The Masks of Death ein letztes Mal als Sherlock Holmes zu sehen, John Mills verkörperte Doktor Watson.
Auch in Filmen der Hammer-Konkurrenzfirma Amicus trat Cushing regelmäßig in Erscheinung, so etwa in den Episodenfilmen Die Todeskarten des Dr. Schreck (1965) und Geschichten aus der Gruft (1971) oder der Dr.-Jekyll-Verfilmung I, Monster (1971). Zweimal spielte er für Amicus den mysteriösen Doctor in den Kinofilmen Dr. Who und die Daleks (1965) und Dr. Who – Die Invasion der Daleks auf der Erde 2150 n. Chr. (1966). In der gleichnamigen Fernsehserie wirkte er nicht mit. Anders als Paul McGann, der die Rolle im Fernsehfilm von 1996 verkörperte, werden Cushings Filme und seine Inkarnation des Timelords nicht zum Kanon der Serie gezählt.
Die bekannteste seiner späteren Rollen war die des Grand Moff Tarkin in Krieg der Sterne (1977), dem ersten Teil der Star-Wars-Reihe (spätere Zählweise: Episode IV) von George Lucas. In dieser Rolle taucht Cushing 2016 auch posthum als CGI-Animation in dem Krieg-der-Sterne-Prequel Rogue One auf, wobei eine ähnliche Technik angewandt wurde wie bei Gollum in Der Herr der Ringe. Die Rolle wurde in Rogue One von Guy Henry gespielt und auch gesprochen und anschließend die Cushing-Animation über Henrys Gesichtszüge gelegt. Zuvor hatte die Figur bereits einen posthumen Cameoauftritt in Star Wars: Episode III – Die Rache der Sith (2005) gehabt, hierzu war eine Vollmaske verwendet worden.
In Anerkennung seiner schauspielerischen Leistungen sowohl in Großbritannien als auch weltweit wurde Cushing 1989 der Titel Officer of the Order of the British Empire verliehen. Seine nachlassende Gesundheit bewog ihn, in ein Haus am Meer bei Whitstable zu ziehen, wo er sich seinem Hobby der Vogelbeobachtung hingab, zwei Autobiografien schrieb und ein Kinderbuch im Stil von Lewis Carroll verfasste und selbst illustrierte: The Bois Saga. Auch als Kunstmaler und Karikaturist machte sich Cushing einen Namen. Des Weiteren war er ein leidenschaftlicher Sammler von Zinnfiguren.
Noch eine Woche vor seinem Tod war er neben Christopher Lee als Sprecher der Dokumentation Flesh and Blood, the Hammer Heritage of Horror des Regisseurs Ted Newsom zu hören. Cushing starb am 11. August 1994 im Alter von 81 Jahren an Prostatakrebs. Seine Urne wurde bei jener seiner Frau Helen auf einem anonymen Grab in Seasalter beigesetzt.

## Bildende Kunst
Als Maler und Karikaturist war Cushing in erster Linie Autodidakt und studierte ab 1931 an der Croydon School of Art bei Percy Rendle. Eine erste Bilderpräsentation erfolgte 1958 im Rahmen einer Fernsehsendung, Einzelausstellungen folgten unter anderem 1958 in London, 1994 in Canterbury und 1998 in Chatham. In seinen surrealistischen Collagen, die zuweilen an Alfred Jarry und Max Ernst erinnern, finden sich zeichnerisch klassische Physiognomien und architektonische Elemente. In Buchform sind eine Vielzahl seiner Karikaturen in Tudor Tea Room Profiles und The Bois Saga erschienen.

## Filmografie
- 1939: Der Mann mit der eisernen Maske (The Man in the Iron Mask)
- 1940: Vigil in the Night
- 1940: Laurel und Hardy: In Oxford (A Chump At Oxford)
- 1940: Laddie
- 1940: The Hidden Master
- 1940: Women in War
- 1940: Dreams
- 1941: They Dare Not Love
- 1942: The Woman In The House
- 1944: Return From Nowhere
- 1948: Hamlet
- 1952: Moulin Rouge
- 1953: Number Three
- 1954: Unter schwarzem Visier (The Black Knight)
- 1954: 1984
- 1955: Frauen um Richard Wagner (Magic Fire)
- 1955: The Creature
- 1956: Alexander der Große (Alexander the Great)
- 1957: Frankensteins Fluch (The Curse of Frankenstein)
- 1957: In letzter Stunde (Time Without Pity)
- 1957: Yeti, der Schneemensch (The Abominable Snowman)
- 1958: Kinder der Straße (Violent Playground)
- 1958: Dracula (Horror of Dracula)
- 1958: Frankensteins Rache (The Revenge of Frankenstein)
- 1959: Der Hund von Baskerville (The Hound of the Baskervilles)
- 1959: Beherrscher der Meere (John Paul Jones)
- 1959: Die Rache der Pharaonen (The Mummy)
- 1960: Der Arzt und die Teufel (The Flesh and the Fiends)
- 1960: Das Schwert des Robin Hood (Sword of Sherwood Forest)
- 1960: Dracula und seine Bräute (The Brides of Dracula)
- 1960: Suspect
- 1960: Im Namen des Teufels (seine Szenen wurden geschnitten)
- 1960: Zone des Schweigens (Cone of Silence)
- 1961: Ein Mann geht seinen Weg (The Naked Edge)
- 1961: Die Bucht der Schmuggler (Fury at Smugglers’ Bay)
- 1962: Cash on Demand
- 1962: Die Bande des Captain Clegg (Captain Clegg)
- 1962: The Man Who Finally Died
- 1962: Antonius and Cleopatra (Fernsehmehrteiler)
- 1963: Die brennenden Augen von Schloss Bartimore (The Gorgon)
- 1964: Frankensteins Ungeheuer (The Evil of Frankenstein)
- 1964: The Caves of Steel
- 1965: Die Todeskarten des Dr. Schreck (Dr. Terror’s House of Horrors)
- 1965: Der Schädel des Marquis de Sade (The Skull)
- 1965: Monica
- 1965: Herrscherin der Wüste (She)
- 1965: Blut für Dracula (Dracula – Prince of Darkness) (Archiv-Material)
- 1965: Dr. Who und die Daleks (Dr. Who and the Daleks)
- 1966: Dr. Who – Die Invasion der Daleks auf der Erde 2150 n. Chr. (Dr. Who: Daleks Invasion Earth 2150 A.D.)
- 1966: Insel des Schreckens (Island of Terror)
- 1967: Frankenstein schuf ein Weib (Frankenstein Created Woman)
- 1967: Der Fluch der Mumie (The Mummy's Shroud) (Stimme)
- 1967: Brennender Tod (Night of the Big Heat)
- 1967: Der Foltergarten des Dr. Diabolo (Torture Garden)
- 1967: Some May Live
- 1967: Mit Schirm, Charme und Melone (The Avengers) (Fernsehserie, Folge Und noch einmal Roboter)
- 1968: Sherlock Holmes (Fernsehserie, 16 Folgen)
- 1968: Die Bestie mit dem Skalpell (Corruption)
- 1968: Das Blutbiest (The Blood Beast Terror)
- 1969: Frankenstein muß sterben! (Frankenstein Must Be Destroyed)
- 1970: Die lebenden Leichen des Dr. Mabuse (Scream and Scream Again)
- 1970: Die Pechvögel (One More Time)
- 1970: Totentanz der Vampire (The House That Dripped Blood)
- 1970: Gruft der Vampire (The Vampire Lovers)
- 1971: I, Monster
- 1971: Draculas Hexenjagd (Twins of Evil)
- 1972: Incense for the Damned
- 1972: Dracula jagt Minimädchen (Dracula A.D. ’72)
- 1972: Geschichten aus der Gruft (Tales from the Crypt)
- 1972: Horror-Expreß (Pánico en el transiberiano)
- 1972: The Fear – Angst in der Nacht (Fear in the Night)
- 1972: Die Rückkehr des Dr. Phibes (Dr. Phibes Rises Again)
- 1972: Asylum
- 1973: Das Dunkel der Nacht (Nothing But the Night)
- 1973: Nachts, wenn das Skelett erwacht (The Creeping Flesh)
- 1973: Dracula braucht frisches Blut (The Satanic Rites of Dracula)
- 1973: Embryo des Bösen (And Now the Screaming Starts!)
- 1974: Die Tür ins Jenseits (From Beyond the Grave)
- 1974: Der tödliche Schatten des Mr. Shatter (Shatter)
- 1973: Das Schreckenshaus des Dr. Death (Madhouse)
- 1974: Die 7 goldenen Vampire (The Legend of the 7 Golden Vampires)
- 1974: Frankensteins Höllenmonster (Frankenstein and the Monster from Hell)
- 1974: Mondblut (The Beast Must Die)
- 1975: Tendre Dracula
- 1975: Die Legende vom Werwolf (Legend of the Werewolf)
- 1975: Der Ghul (The Ghoul)
- 1976: Mondbasis Alpha 1 – Folge „Koenig:2“ (Space:1999) (Fernsehserie, Folge: Missing Link)
- 1976: Die großen Houdinis (The Great Houdinis)
- 1976: Land of the Minotaur
- 1976: Der sechste Kontinent (At the Earth’s Core)
- 1976: Mit Schirm, Charme und Melone (The New Avengers) (Fernsehserie, Folge "Der Adlerhorst")
- 1976: Selbstjustiz (Trial by Combat)
- 1977: Krieg der Sterne (Star Wars)
- 1977: Shock Waves – Die aus der Tiefe kamen (Shock Waves)
- 1977: Das Unheimliche (The Uncanny)
- 1977: Die Standarte
- 1978: Son of Hitler
- 1979: A Touch Of The Sun
- 1979: Im Bann des Kalifen (Arabian Adventure)
- 1980: Eine Geschichte zweier Städte (A Tale of Two Cities)
- 1981: Panik im Casino (Asalto al casino)
- 1981: Die Reise zur Insel des Grauens (Misterio en la isla de los monstruos)
- 1983: Das Haus der langen Schatten (House of the Long Shadows)
- 1984: Camelot – Der Fluch des goldenen Schwertes (Sword of the Valiant – The Legend of Gawain and the Green Knight)
- 1984: Helen Keller: The Miracle Continues
- 1984: Top Secret!
- 1984: The Masks of Death
- 1986: Der Biggels-Effekt (Biggles: Adventures in Time)

## Deutsche Synchronisation
Peter Cushing wurde in Deutschland von vielen bekannten Synchronsprechern gesprochen, so u. a. von
Peter Schiff, Manfred Schott, Hans Nielsen, Erich Schellow, Siegfried Schürenberg, Erich Fiedler, Wolfgang Eichberger, Friedrich Joloff, Arnold Marquis, Wolfgang Engels, Christian Marschall, Ernst Schlott, Manfred Steffen, Martin Rosen, Eckart Dux, Holger Hagen, Horst Naumann, Franz Otto Krüger und Friedrich Schönfelder.

## Sekundärliteratur
- Gary Parfitt: The Films of Peter Cushing. Bath 1975.
- Rolf Giesen: Lexikon des Phantastischen Films. Band 1. Frankfurt/Berlin/Wien 1984, ISBN 3-548-36508-6, S. 152–158.
- Deborah Del Vecchio, Tom Johnson: Peter Cushing. The Gentle Man of Horror and His 91 Films. Jefferson & London, 1992, ISBN 0-89950-654-2.
- Uwe Sommerlad: Peter Cushing. In: Norbert Stresau, Heinrich Wimmer (Hrsg.): Enzyklopädie des phantastischen Films. 39. Ergänzungslieferung, Corian, Meitingen 1995.
- M. A. Miller: Christopher Lee and Peter Cushing and Horror Cinema. McFarland & Company, Jefferson, London 1995, ISBN 0-89950-960-6.
- Rainer Dick: Peter Cushing. Im ewigen Kampf gegen das Böse. in ders.: Die Stars des Horrorfilms. Tilsner, München 1996, ISBN 3-910079-63-6, S. 71–79.
- Gerd J. Pohl: Peter Cushing. In: Allgemeines Künstlerlexikon. Band 23, S. 200, Leipzig 1999, ISBN 3-598-22740-X.
- Tony Earnshaw: An Actor and a Rare One. Peter Cushing as Sherlock Holmes. Lanham, Maryland & London 2001, ISBN 0-8108-3874-5.
- Uwe Sommerlad: Peter Cushing. In: Michael Ross (Hrsg.): Sherlock Holmes in Film und Fernsehen. Ein Handbuch. Baskerville Bücher, Köln 2003, ISBN 3-930932-03-2, S. 81–103.